# 中島眞介
中島 眞介（なかじま しんすけ、1958年11月17日 - ）は、愛媛県宇和島市出身のパティシエ。ホテルニューオータニのシェフパティシエで、2010年から調理部長（総料理長）を務める。2004年より開発した「スーパーシリーズ」で多くのメニューを発表している。2009年3月に東京で開かれた「世界パティスリー 2009」では審査員を務めた。栗のエキスパートである。

## 経歴
- 1958年（昭和33年） - 11月17日、 愛媛県に生まれる。
- 1977年（昭和52年） - 4月、株式会社ニューオータニ入社[6][7]。
- 1979年（昭和54年） - パティシエ勤務[7]。
- 1993年（平成5年） - シェフドパティシエ（トゥールダルジャン）
- 1998年（平成10年） - シェフパティシエ（ニューオータニ）[6]
- 2002年（平成14年） - WPTC（ワールドペストリーチームチャンピオンシップ）第1回出場（日本代表、総合入賞[6]・飴細工部門優勝[7]）
- 2008年（平成20年） - 宿泊料飲本部F&Bディビジョン部長に就任。
- 2010年（平成22年） - ニューオータニ調理部長に就任。
- 2014年(平成24年) - 4月、執行役員宿泊料飲本部F&Bディビジョン部長に就任。
- 2015年(平成25年) - 6月、執行役員宿泊料飲本部調理部長に就任。
- 2018年(平成30年) - 6月、取締役調理部長に就任。

## 出演番組
- NHKドキュメンタリー「即位の礼 晩さん会 密着・ホテルマンの１か月」(NHK BSプレミアム)[8]
- 極上！スイーツマジック(NHK BSプレミアム)[9]
- 林先生が驚く初耳学![10]
- ジョブチューン アノ職業のヒミツぶっちゃけます!
- ナカイの窓
- ソロモン流[11]

## 著作
- 『名門ホテルのパティスリー』旭屋出版ISBN 978-4-7511-0439-2（1990年1月1日）
- 『甘味がもたらす新商品力 提案・旅館ならではの和スイーツ 1 プリン 誰にでも好まれる定番商品の見直し』ホテル旅館42巻1号（柴田書店,2005年）
- 『甘みがもたらす新商品力 提案・旅館ならではの和スイーツ 4 デザートスープ』ホテル旅館42巻4号（柴田書店,2005）
- 『甘みがもたらす新商品力 提案・旅館ならではの和スイーツ 6 お茶～飲む素材を”食べるお菓子”として発想転換』ホテル旅館42巻6号（柴田書店,2005）
- 『甘みがもたらす新商品力 提案・旅館ならではの和スイーツ 7 ひと口の氷菓 基本のシロップをベースに手軽にアレンジ』ホテル旅館42巻7号（柴田書店,2005）
- 『甘みがもたらす新商品力 提案・旅館ならではの和スイーツ 8 寒天・ゼリー ～さまざまな固さや食感に』ホテル旅館42巻8号（柴田書店,2005）
- 『甘みがもたらす新商品力 提案・旅館ならではの和スイーツ 10 栗 秋ならではの温かみのあるデザート』ホテル旅館42巻10号（柴田書店,2005）
- 『甘みがもたらす新商品力 提案・旅館ならではの和スイーツ 11 もちもち食感 日本人好みの食感をデザートに』ホテル旅館42巻11号（柴田書店,2005）
- 『甘みがもたらす新商品力 提案・旅館ならではの和スイーツ 13 特別編 －旅館らしいデザートとは』ホテル旅館43巻1号（柴田書店,2006）

## 専門誌
- レシピを共有するパティシエの手法を、 人材教育にも応用してきた。週刊ホテルレストラン